# Logicalis
A Logicalis é uma empresa global de soluções e serviços de tecnologia da informação e comunicação com operações na Europa, América do Norte e do Sul e Ásia-Pacífico, e faturamento anual da ordem de US$ 1,5 bilhão. Na América Latina, conta com uma equipe de 3.000 funcionários, distribuídos por suas operações em onze países – Argentina, Bolívia, Brasil, Chile, Colômbia, Equador, México, Paraguai, Peru, Porto Rico e Uruguai.

## História
A empresa foi fundada em 1997 no Reino Unido, e se internacionalizou nesse período até 2002, quando a Datatec, empresa controladora do grupo Logicalis trabalhou seu processo de expansão pelo mundo. 

Em 2008, surge a Logicalis Latin America, a partir da fusão entre a Promon Tecnologia, empresa brasileira, e a Logicalis na América Latina. 